# Najwan Darwish
Najwan Darwish (en árabe: نجوان درويش ); es un poeta, periodista y crítico literario palestino. Nació el 8 de diciembre de 1978 en Jerusalén. Es considerado uno de los poetas más importantes de la actualidad en lengua árabe. The New York Review of Books lo ha descrito como «uno de los principales poetas árabes contemporáneos».
En 2009, Darwish fue nombrado como uno de los integrantes del grupo Beirut39, una selección de los escritores árabes más prometedores. En 2014, la radio pública estadounidense NPR incluyó su libro Nothing More To Lose en su lista de los mejores libros del año. Su obra ha sido traducida a veinte idiomas.

## Carrera
Además de ser un importante poeta, Darwish es un destacado editor cultural del mundo árabe. Ha desempeñado un papel importante en el desarrollo del periodismo cultural árabe al cofundar revistas independientes y periódicos tradicionales, además de ser un crítico agudo. Fue editor jefe de la revista Min Wa Ila (desde/hacia) en Palestina y crítico cultural del periódico Al Akhbar en Líbano de 2006 a 2012, entre otros puestos clave en el periodismo cultural. En 2014 se convirtió en el editor jefe fundador de la sección cultural de Al Araby Al Jadeed (El Nuevo Árabe), un importante diario panárabe con sede en Londres.

## Obras traducidas al español
- No eres poeta en Granada [Sonámbulos ediciones], Granada, 2018. Traducido por Ibrahim El Yaichi https://www.sonambulosediciones.com/catalogo/no-eres-poeta-en-granada/

- Nada Más para Perder Valparaíso Ediciones, Granada, 2016. Traducido por Juan José Vélez Otero.

- Exhausto en la cruz [Vaso Roto Ediciones], Madrid, 2022. Traducido por Francés Simán.

- Una palabra en contra (Poemas escogidos) [Ediciones Matanzas], La Habana Cuba, 2019. Traducciones de Diana Sofía Calderón, Alí Calderón, Ibrahim El Yaichi, Ghadeer Abu-sneineh, Juan José Vélez Otero. Selección y prólogo de Victor Rodríguez Núñez

## Opiniones sobre su obra
- «La poesía de Darwish es un cambio bienvenido en la escritura poética en árabe», según el aclamado crítico palestino Issa J. Boullata.[7] La obra de Darwish se inspira en las tradiciones poéticas árabes y occidentales y ha sido traducida a veinte idiomas.[2]
- Raúl Zurita, uno de los poetas más importantes hoy en día en Latinoamérica escribió: «No he visto nada de lo que yo creía, pero si existe un Dios es el mismo Dios para mí y para el poeta palestino Najwan Darwish».[8] También ha dicho que «la multifacética poesía de Darwish nos va poniendo una y otra vez frente a los contornos de algo inmemorial, casi inenarrable, que nos dice que antes que nada la poesía es solidaridad y compasión por cada detalle del mundo».[1]
- Sarah Irving escribió: «Con esta colección de poesía de Najwan Darwish, bellamente traducida por Kareem James Abu-Zeid, The New York Review of Books ha puesto a disposición de los lectores de habla inglesa la obra de una de las estrellas emergentes más importantes de la literatura árabe. (...) Donde los poetas clásicos de la resistencia palestina (Mahmud Darwish, Samih al-Qasim y sus compañeros) buscaron describir y representar la cultura palestina y la opresión de su pueblo, y presentar visiones a menudo nostálgicas o románticas de la sociedad que recordaban o a la que aspiraban, esta nueva poesía política es directa y a menudo cínica (...) Eso no quiere decir que la nostalgia y la apreciación profundamente arraigada de la historia y la cultura palestinas no estén todavía ahí. Darwish es un escritor demasiado inteligente para recurrir a lemas e imágenes de archivo. Él sabe muy bien que los puntos “políticos” que plantea son aún más devastadoramente conmovedores porque están ambientados en contextos que son hermosos, sinceros y/o evocativamente melancólicos».[9]
- Kareem James Abu-Zeid, traductor de Nada Más para Perder, escribió: «Como traductor de distintos poetas y novelistas árabes, a menudo me he enfrentado al desafío de encontrar el tono correcto, de mantener el lenguaje consistente y unificado tal como está en el original. Con el trabajo de Darwish he tenido que suprimir esta tendencia y, en cambio, considerar cada poema como una entidad única. No estoy traduciendo a un poeta, sino a muchos, me dije a menudo mientras luchaba con (y aprendía a abrazar) las aparentes inconsistencias en su poesía. Me he dado cuenta de que esta amplia gama de voces está detrás de gran parte del notable éxito de Darkish como poeta: ningún palestino ha escrito poesía como esta antes».[10]
- Emily Dische-Becker escribió: «Si bien su poesía es a veces política, encarna un mensaje universal, que recuerda a los grandes poetas místicos como Rumi. Desde Jerusalén (Palestina), donde trabaja y vive, Darwish se ha convertido en una voz distinguida para la defensa de su nación. Su poesía expresa la particularidad de la experiencia palestina en imágenes luminosas y observaciones penetrantes, pero su imaginación y sus intereses no están limitados por fronteras».[11]
- Amal El-Mohtar, escritora y crítica, escribió: «una voz a la vez tan apasionada y tan práctica que deja sin aliento».[12]